# 蟾蜍特尼定
蟾蜍特尼定（英語：Bufotenidine，又译为蟾毒色胺内盐）是一种在多种蟾蜍的毒液发现的毒素，是蟾毒色胺的衍生物。